# プロングホーン科
プロングホーン科 (Antilocapridae) は、哺乳綱鯨偶蹄目に属する分類群で、科の階級を与えられている。現生群は、プロングホーン (Antilocapra americana) 一種のみである。

## 概要
北アメリカ大陸に生息する反芻獣のグループである。新生代中新世前期に小型のシカに似た動物であるメリコドゥスなどが出現しているその後、より複雑な角を持つイリンゴケロスやヘキサメリックスなどが現れた中新世後期がその繁栄の頂点であった。それ以降、鮮新世以降は衰退期となり、現在に至ってはプロングホーンを残すのみとなった。現生、化石種ともに北アメリカ以外では発見されていない。

## 形態
プロングホーン科において最も特徴的なものが、角の形態である。頭部に骨質の芯と角質の鞘（角鞘）から構成される洞角を持つ点は、ウシ科に類似する。しかし、角質部が枝分かれしており、角質部のみ1年に1回生え変わる。（シカ科の枝角のように骨質部が生え替わることはない。）現生のプロングホーンでは、角の枝分かれの形は比較的単純であるが、絶滅群では多種多様な形が姿が見られた。体格は、アンテロープなどのウシ科やシカなどに似る。

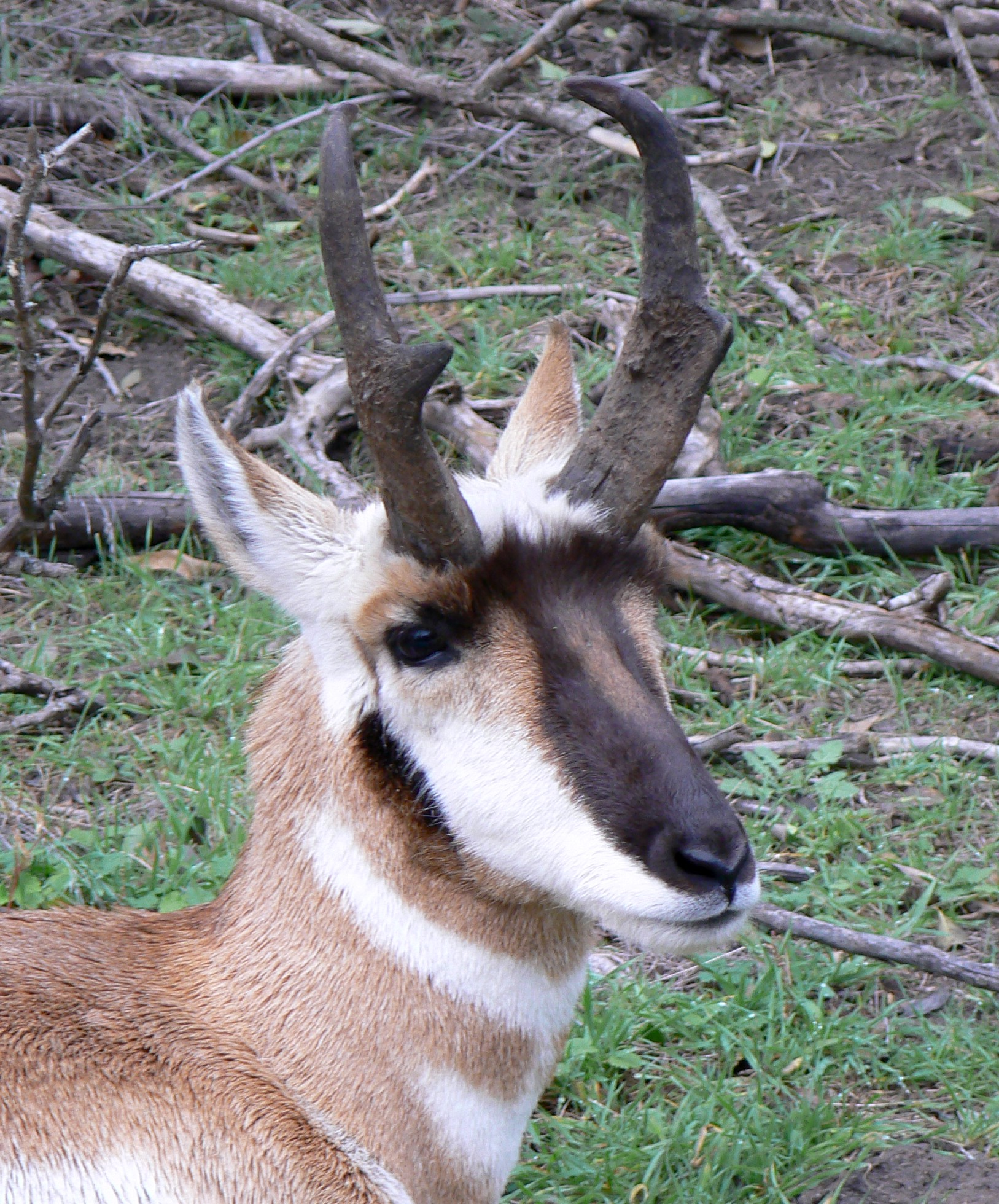
プロングホーン頭部
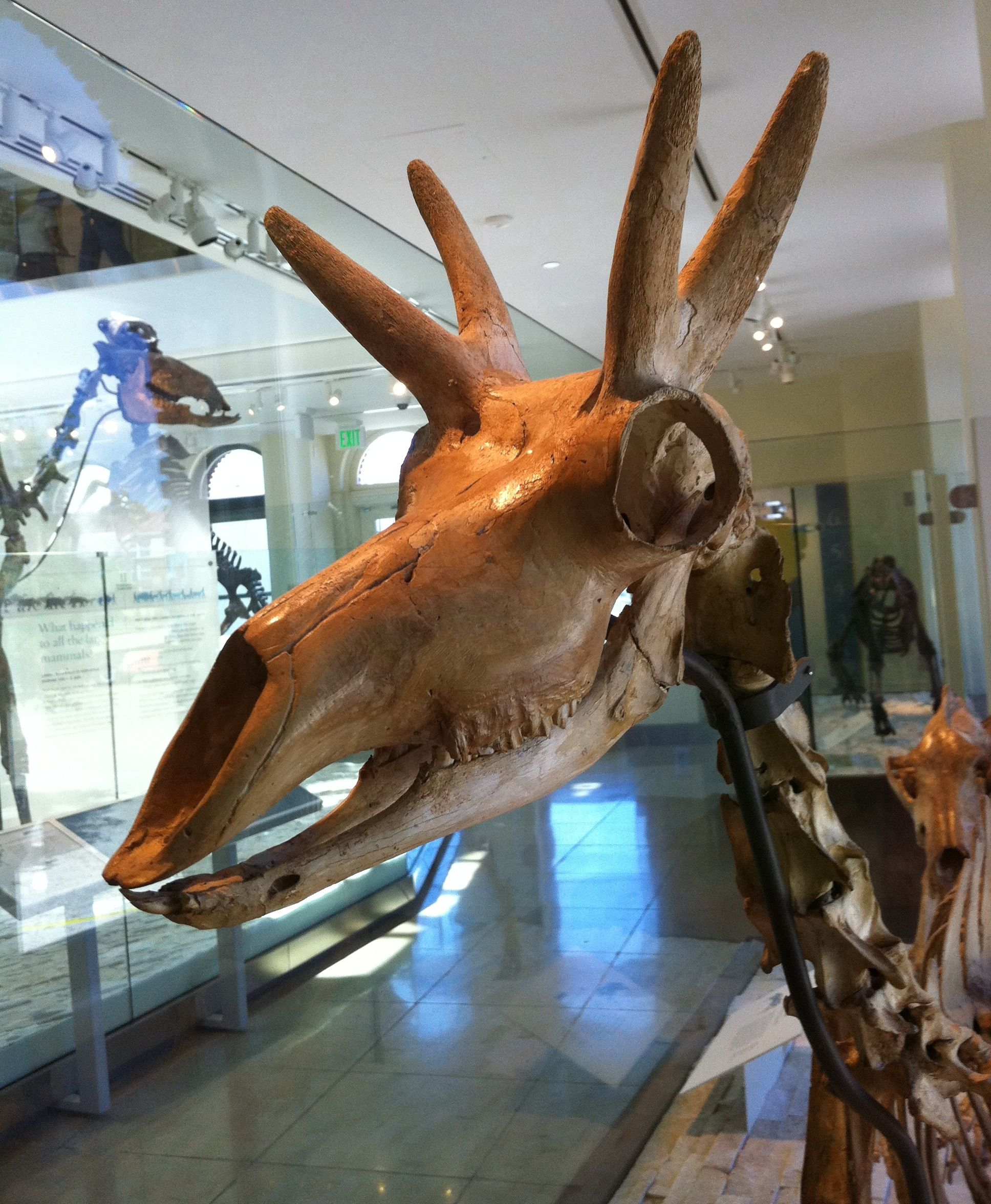
絶滅種 ストックケロス頭部
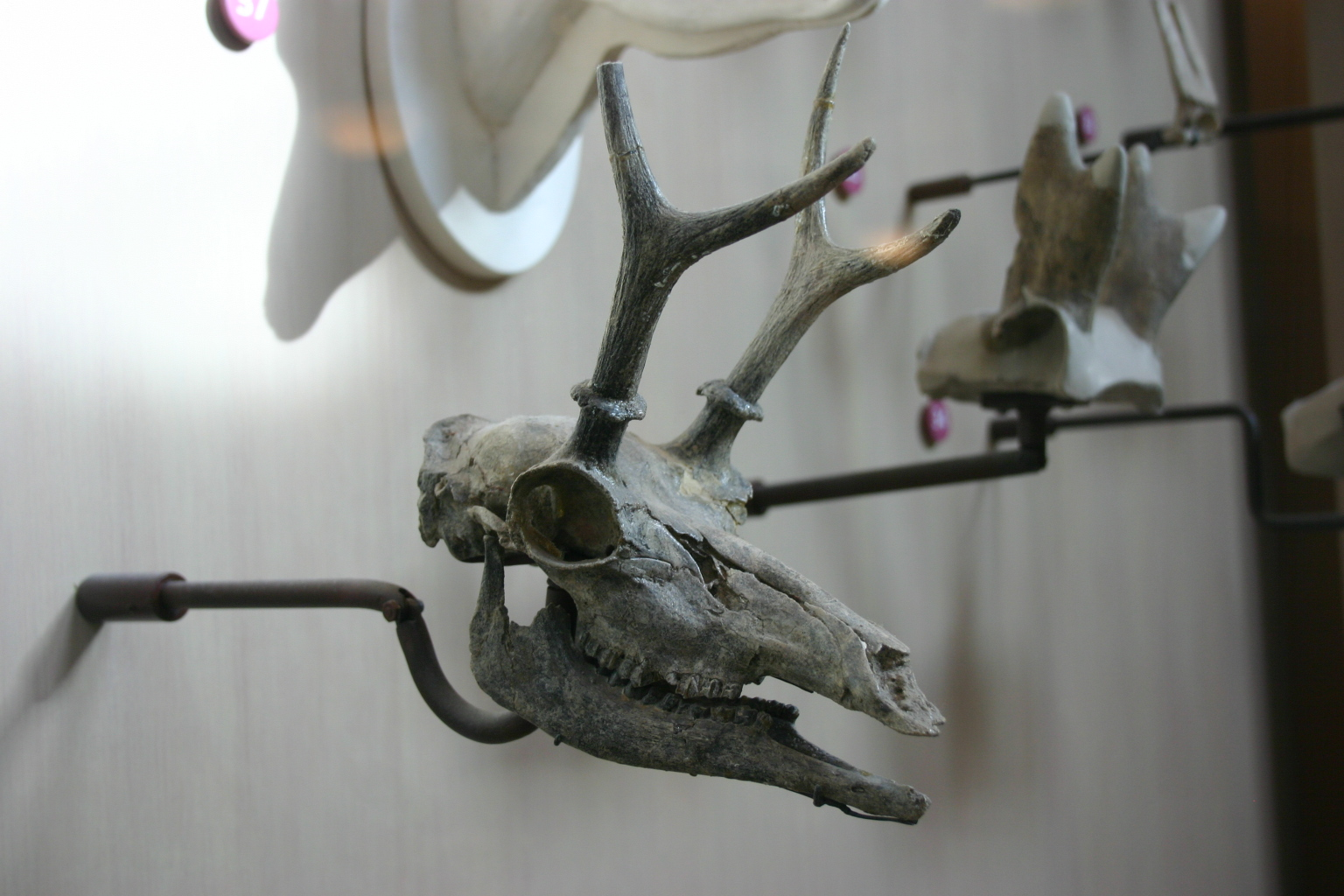
絶滅種 コソリクス頭部
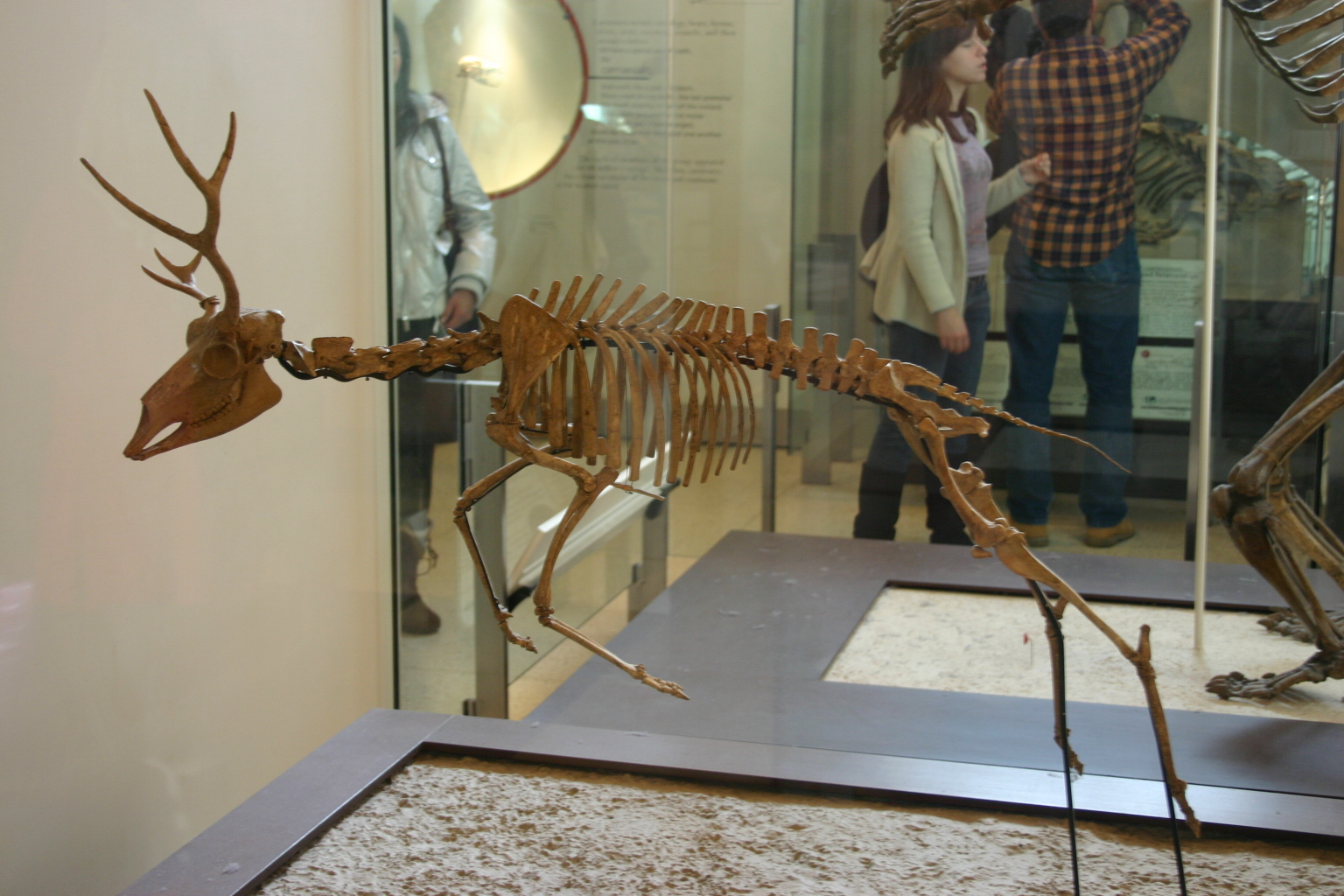
絶滅属 ラモケロス

## 分類

### 上位分類
- 鯨偶蹄目 Cetartiodactyla
  - Artiofabula
    - 鯨反芻亜目 Cetruminantia
      - ウシ亜目 (ウシ下目、反芻亜目) Ruminantia
        - 真反芻小目 Pecora
          - ジャコウジカ科 Moschidae
          - シカ科 Cervidae
          - ウシ科 Bovidae
          - キリン上科 Giraffoidea
            - キリン科 Giraffidae
            - プロングホーン科 Antilocapridae

### 下位分類
†は絶滅群を示す。
- プロングホーン科 Antilocapridae
  - プロングホーン亜科 Antilocaprinae
    - プロングホーン族 Antilocaprini
      - プロングホーン属 Antilocapra
        - プロングホーン Antilocapra americana

      - †テクソケロス属 Texoceros

    - †イリンゴケロス族 Ilingoceratini
      - †イリンゴケロス属 Ilingoceros
      - †Ottoceros
      - †Plioceros
      - †Sphenophalos

    - †プロアンティロカプラ族 Proantilocaprini
      - †プロアンティロカプラ属 Proantilocapra
      - †オズボーノケロス属 Osbornoceros

    - †ストックケロス族 Stockoceratini
      - †Capromeryx
      - †Ceratomeryx
      - †Hayoceros
      - †ヘキサメリックス属 Hexameryx
      - †ヘクソベロメリックス属 Hexobelomeryx
      - †ストックケロス属 Stockoceros
      - †テトラメリックス属 Tetrameryx

  - †メリコドゥス亜科 Merycodontinae
    - †コソリクス属 Cosoryx
    - †メリケロス属 Meryceros
    - †メリコドゥス属 Merycodus
    - †パラコソリクス属 Paracosoryx
    - †ラモケロス属 Ramoceros
    - †サブメリケロス属 Submeryceros

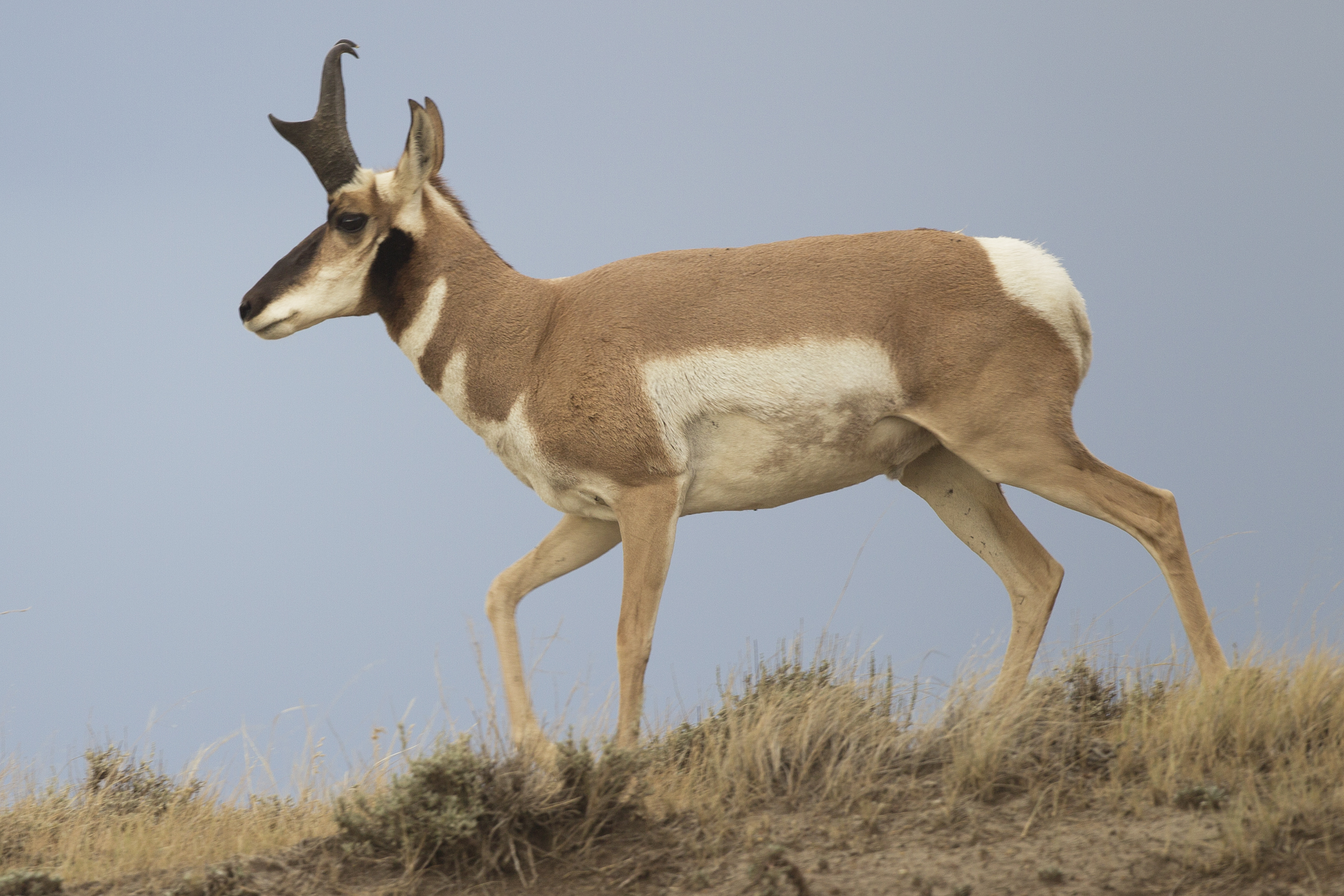
プロングホーン側面
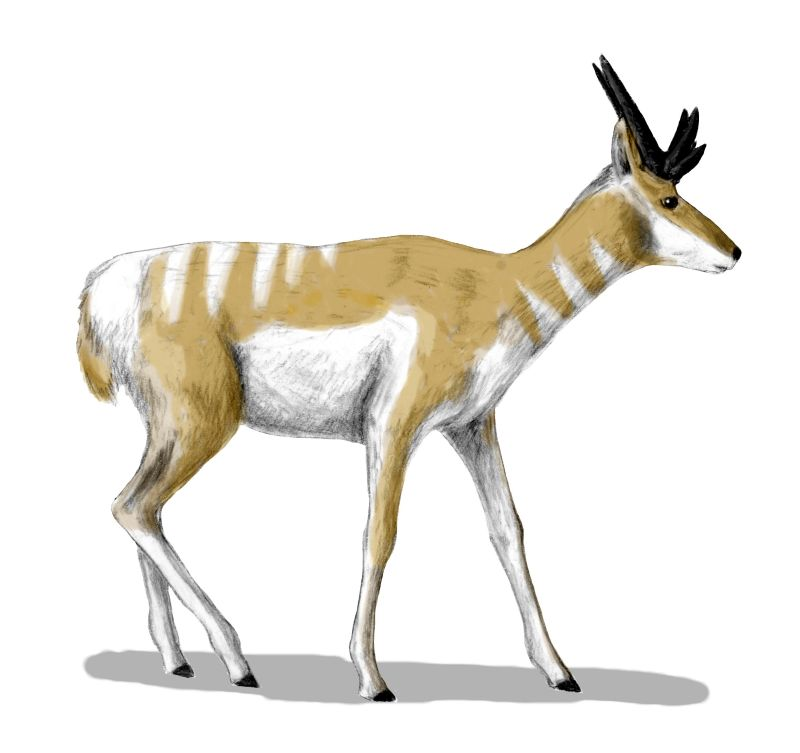
オズボーノケロス イラスト
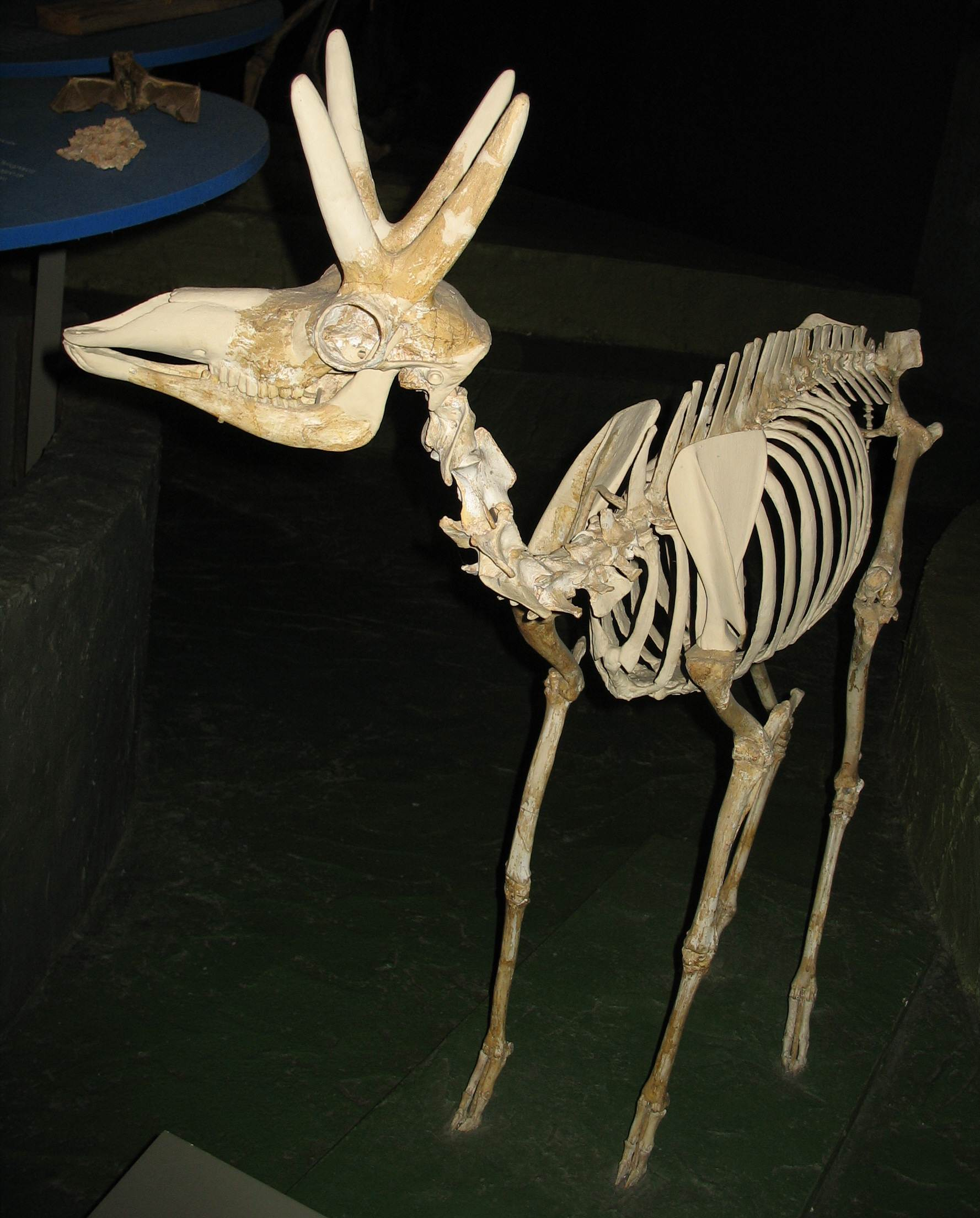
ストックケロス 骨格
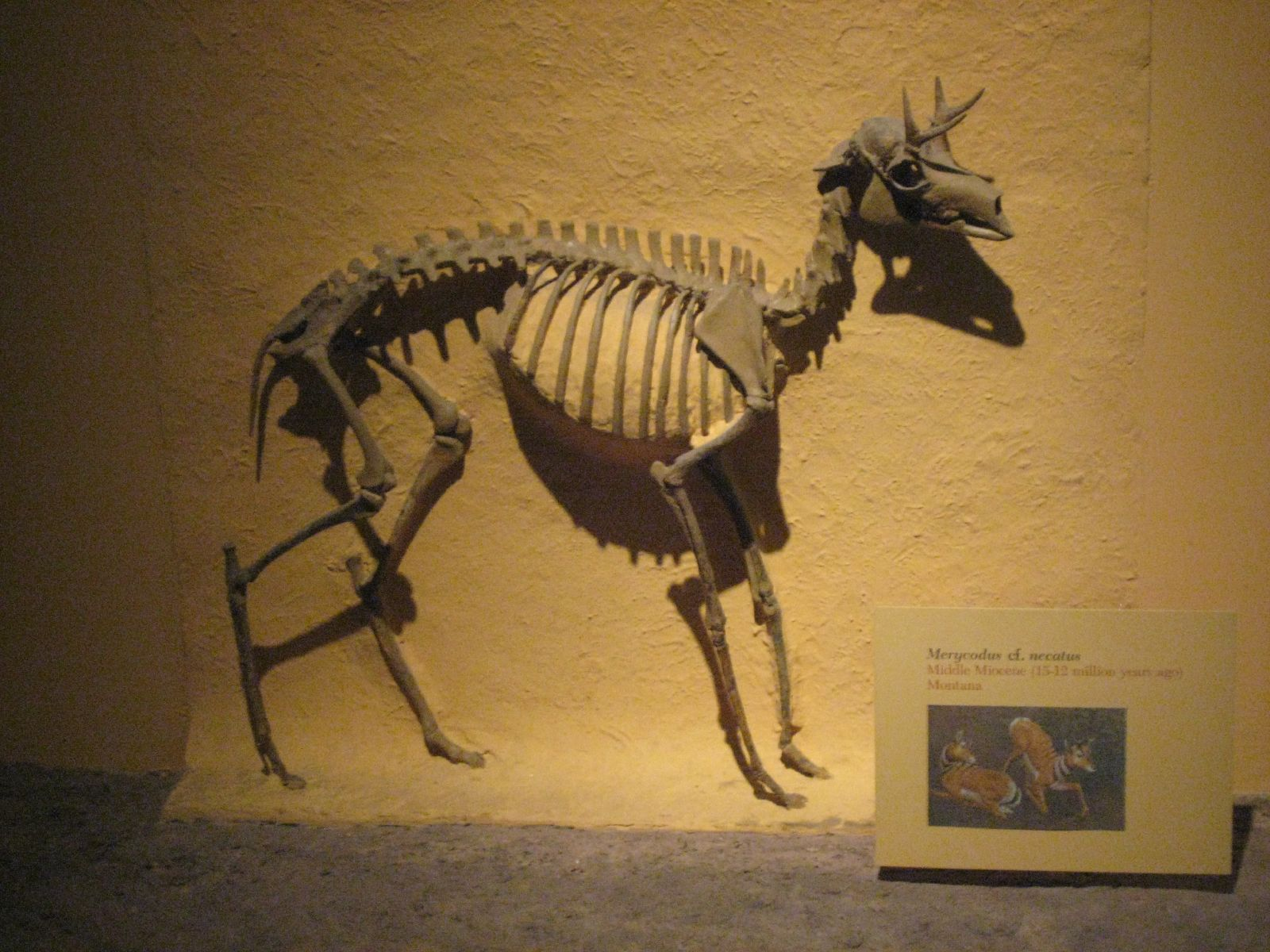
メリコドゥス 骨格
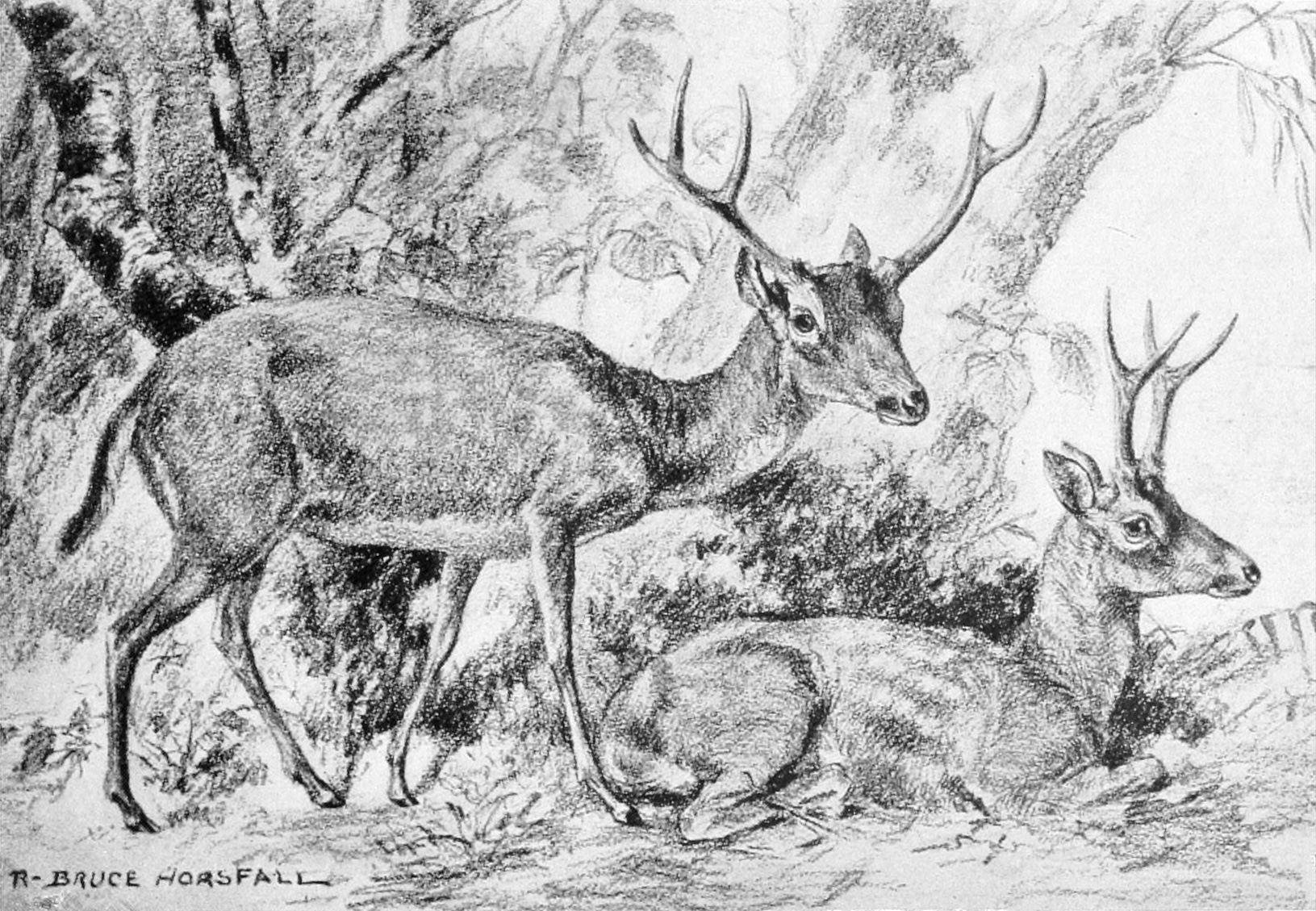
ラモケリス イラスト